# Conus episcopatus
Espèce
Statut de conservation UICN

 LC  : Préoccupation mineure
Conus episcopatus est une espèce de mollusques gastéropodes marins de la famille des Conidae.
Comme toutes les espèces du genre Conus, ces escargots sont prédateurs et venimeux. Ils sont capables de « piquer » les humains et doivent donc être manipulés avec précaution, voire pas du tout.

## Description
La taille de la coquille varie entre 40 mm et 115 mm.

## Distribution
Cette espèce marine est présente dans le Pacifique tropical indo-occidental, au large des Mascareignes, de l'Inde et de l'Australie (Queensland).

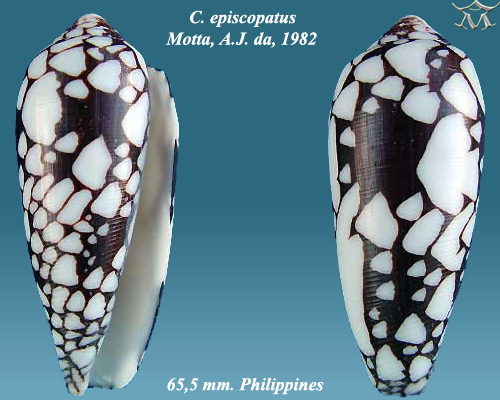
Conus episcopatus Motta, A.J. da, 1982

.

### Niveau de risque d’extinction de l’espèce
Selon l'analyse de l'UICN réalisée en 2011 pour la définition du niveau de risque d'extinction, cette espèce est présente dans tout l'Indo-Pacifique, à l'exception d'Hawaï. Cette espèce est très répandue mais peu commune dans toute son aire de répartition. Cependant, il n'y a pas de menaces majeures connues et elle est classée dans la catégorie "préoccupation mineure".

## Taxonomie

### Publication originale
L'espèce Conus episcopatus a été décrite pour la première fois en 1982 par le malacologiste américain António José da Motta (d) dans la publication intitulée « Publicações Ocasionais da Sociedade Portuguesa de Malacologia »,.

### Synonymes
- Conus (Darioconus) episcopatus da Motta, 1982 · appellation alternative
- Conus episcopatus pupillaris da Motta, 1982 · non accepté
- Conus episcopus var. elongatus Adam & Leloup, 1937 · non accepté
- Conus episcopus var. oblongus Fenaux, 1942 · non accepté
- Conus magnificus macilentus Lauer, 1989 · non accepté
- Darioconus episcopatus (da Motta, 1982) · non accepté

### Sous-espèces
- Conus episcopatus pupillaris da Motta, 1982, accepté en tant que Conus episcopatus da Motta, 1982

## Identifiants taxonomiques
Chaque taxon catalogué par les bases de données biologiques et taxonomiques possède un identifiant qui permet d'établir un point de référence. Les identifiants de Conus episcopatus dans les principales bases sont les suivants :
AFD : Conus_(Darioconus)_episcopatus - BOLD : 84894 - CoL : XXCC - GBIF : 5728205 - iNaturalist : 431954 - IRMNG : 10984146 - NCBI : 526810 - TAXREF : 91978 - UICN : 192664 - WoRMS : 215455